# Amy Coney Barrett
Amy Coney Barrett   (Nova Orleans, 28 de gener de 1972) és una advocada, jurista i acadèmica que és jutge de circuit al Tribunal d'Apel·lacions pel setè districte dels Estats Units. Barrett es considera una originalista; la seva filosofia judicial s'ha relacionat amb la del seu mentor i ex-cap, Antonin Scalia. La seva beca se centra en l'originalisme.
Barrett fou nominada al setè circuit del Tribunal d'Apel·lacions pel president Donald Trump el 8 de maig de 2017 i fou confirmada pel Senat el 31 d'octubre de 2017. Mentre ocupa un càrrec de jutge federal, és professora de dret a la Notre Dame Law School, on ha ensenyar procediment civil, dret constitucional i interpretació estatutària. Poc després de la seva confirmació al setè circuit el 2017, Barrett fou afegida a la llista de nominats potencials al Tribunal Suprem de Trump. El 26 de setembre de 2020, el president Donald Trump en va confirmar la nominació al Tribunal Suprem.

## Publicacions seleccionades
- Barrett, Amy Coney «Originalism and Stare Decisis». Notre Dame Law Review, 92, 2017, pàg. 1921–1944.
- Barrett, Amy Coney; Nagle, John Copeland «Congressional Originalism». University of Pennsylvania Journal of Constitutional Law, 19, 2016, pàg. 1–44.
- Barrett, Amy Coney «Countering the Majoritarian Difficulty [review]». Constitutional Commentary, 32, 2017, pàg. 61–84.
- Barrett, Amy Coney «Suspension and Delegation». Cornell Law Review, 99, 2014, pàg. 251–326.
- Barrett, Amy Coney «Precedent and Jurisprudential Disagreement». Texas Law Review, 91, 2013, pàg. 1711–1737.
- Barrett, Amy Coney «Substantive Canons and Faithful Agency». B.U. L. Rev., 2010, pàg. 109–182.
- Barrett, Amy Coney «Introduction [Symposium: Stare Decisis and Nonjudicial Actors]». Notre Dame Law Review, 83, 2008, pàg. 1147–1172.
- Barrett, Amy Coney «Procedural Common Law». Virginia Law Review, 94, 2008, pàg. 813–888. Arxivat de l'original el 2020-09-24 [Consulta: 23 setembre 2020]. Arxivat 2020-09-24 a Wayback Machine.
- Barrett, Amy Coney «The Supervisory Power of the Supreme Court». Columbia Law Review, 106, 2006, pàg. 324–387.
- Barrett, Amy Coney «Statutory Stare Decisis in the Courts of Appeals». The George Washington Law Review, 73, 2005, pàg. 317–352.
- Barrett, Amy Coney «Stare Decisis and Due Process». U. Colo. L. Rev., 74, 2003, pàg. 1011–1074.
- Barrett, Amy Coney; Garvey, John H. «Catholic Judges in Capital Cases». Marquette Law Review, 81, 1998, pàg. 303.